# جمعية الآل والأصحاب
تأسست جمعية الآل والأصحاب في مملكة البحرين بقرار من وزارة التنمية الاجتماعية عام 2006 م.

## الأهداف
تهدف الجمعية إلى
- نشر تراث الآل (آل البيت) الأطهار والأصحاب (الصحابة) الأخيار بما يليق بمكانتهم العظيمة عند المسلمين.
- العمل على إبراز العلاقات الأخوية الحميمة بين (الآل والأصحاب) وغرس محبتهم في نفوس المسلمين
- إظهار دور (الآل والأصحاب) في خدمة الإسلام من خلال تمسكهم بالقرآن الكريم والسنة النبوية.
- تعزيز التلاحم الوطني من خلال تجلية المفاهيم الخاطئة في نفوس بعض المسلمين بشأن الآل (آل البيت) الأطهار والأصحاب (الصحابة) الأخيار.

## سياسة العمل
- تجنب التدخل في السياسة والبعد عن المنازعات أو ما من شأنه إثارة العصبيات الطائفية والعنصرية.
- خدمة جميع الشرائح الاجتماعية من خلال الفئات العمرية من الذكور والإناث في نطاق جميع أنحاء مملكة البحرين.
- الانفتاح على شرائح المجتمع وإفادة الجميع.

## انشطتها
- كفالة طلاب العلم الشرعي[2]
- كفالة الدعاة وتفريغهم للبحث والتأليف من جهة ، وللدعوة والإرشاد من جهة أخرى .
- طباعة الكتب المتعلقة بإحياء تراث الآل والأصحاب والمطويات الدعوية .
- الدورات العلمية : تعقد الجمعية كثيراً من الدورات التي تتسم بالطابع العلمي التأصيلي
- بإقامة العديد من المحاضرات والندوات .
- المساهمة في تخفيف الأعباء المعيشية عن الأسر الفقيرة والأيتام

## وصلات خارجية
- الموقع الرسمي للجمعية